# Use Sua Voz
Use Sua Voz é uma futura série brasileira produzida pela HBO Max em parceria com a Floresta e Cartoon Network. Com roteiros de Elena Altheman, Mano Cappu, Charlie Droves, Verônica Honorato, Marina Maria Iorio e Thayná Mantesso. Conta com direção geral e artística de Adolpho Knauth e produção de Luciane Toffoli.  A primeira temporada tem previsão de estreia para 6 de julho de 2023 no streaming.
Conta com as atuações de Laura Castro, Giulia Nassa, Bia Torres, Marianna Armellini e Sérgio Loroza nos papeis principais.

## Enredo
A história começa com um apagão que coloca em risco as audições do núcleo de musica do colégio. As três protagonistas, então, vão tentar descobrir o que aconteceu.

## Elenco
| Intérprete         | Personagem     |
| ------------------ | -------------- |
| Laura Castro       | Laura          |
| Giulia Nassa       | Giulia         |
| Bia Torres         | Bia            |
| Marianna Armellini | Dora           |
| Serjão Loroza      | Professor Pete |
| Robson Nunes       | Walfrido       |
| Gui Santana        | Gabriel        |
| Mateus Ribeiro     | Mateus         |
| Fafy Siqueira      | Vó Lila        |
| Flávia Garrafa     | Emília         |